# Valverdón (kommunhuvudort)
Valverdón är en kommunhuvudort i Spanien. Den ligger i provinsen Provincia de Salamanca och regionen Kastilien och Leon, i den centrala delen av landet, 190 km väster om huvudstaden Madrid. Valverdón ligger 767 meter över havet och antalet invånare är 294.
Terrängen runt Valverdón är huvudsakligen platt. Valverdón ligger nere i en dal. Runt Valverdón är det mycket tätbefolkat, med 1 095 invånare per kvadratkilometer. Närmaste större samhälle är Salamanca, 12,4 km sydost om Valverdón. Trakten runt Valverdón består till största delen av jordbruksmark.